# Melanie Wood
Pour les articles homonymes, voir Wood.
Melanie Matchett Wood (née en 1981) est une mathématicienne américaine, professeure de mathématiques à l'université de Californie à Berkeley depuis 2019. Elle est la première femme membre de l'équipe américaine des Olympiades internationales de mathématiques.

## Formation et carrière
Melanie Wood est née à Indianapolis, dans l'Indiana, fille de Sherry Eggers et d'Archie Wood, tous deux professeurs dans le secondaire. Elle fait ses études secondaires à la Park Tudor School, à Indianapolis. Durant sa scolarité, elle est intégrée dans l'équipe américaine des Olympiades internationales de mathématiques, et remporte deux médailles d'argent en 1998 et 1999,. Elle est également pom-pom girl et rédactrice en chef de journaux étudiants dans son école.
Melanie Wood poursuit ses études à l'université Duke, où elle remporte plusieurs bourses, notamment une bourse Gates de Cambridge (en), une bourse Fulbright, une bourse d'études supérieures de la Fondation nationale pour la science, et boursière Putnam en 2002,,.
Elle obtient son diplôme en 2003, et poursuit ses études à l'université de Cambridge en 2003-2004 où elle passe le Certificate of Advanced Study in Mathematics. Elle est entraîneuse adjointe de l'équipe américaine aux Olympiades internationales de mathématiques 2005.
Elle prépare un doctorat à l'université de Princeton, et soutient sa thèse en 2009, sous la direction de Manjul Bhargava. Elle est professeure adjointe Szegö à l'université Stanford de 2009 à 2011, et professeure à l'université du Wisconsin à Madison de 2011 à 2019. Elle est professeure Chancellor de mathématiques à l'université de Californie à Berkeley depuis 2019.

## Prix et distinctions
- 2002 : prix Alice T. Schafer de l'Association for Women in Mathematics.
- 2004 : prix Morgan pour son travail sur deux sujets, les cartes d'extension Belyi et les commandes P[4],[8].
- 2012 : membre de l'American Mathematical Society[11].
- 2017 : NSF Career Award (en).
- 2018 : Prix de recherche AWM–Microsoft en algèbre et théorie des nombres décerné par l'Association for Women in Mathematics et Microsoft Research, pour ses recherches en théorie des nombres et en géométrie algébrique, en particulier ses contributions en statistiques arithmétiques et en géométrie tropicale, ainsi que ses travaux avec Ravi Vakil sur le comportement limitant des familles naturelles de variétés[12],[13].

## Publications
- « Nonabelian Cohen-Lenstra moments », Duke Mathematical Journal, 168, no 3, 377-427, 2019, lien Math Reviews.
- avec Ravi Vakil, « Discriminants in the Grothendieck ring », Duke Mathematical Journal, 164, no 6, 1139-1185, 2015, lien Math Reviews.
- « Gauss composition over an arbitrary base », Advances in Mathematics, 226, no 2, 1756-1771, 2011, lien Math Reviews.
- « On the probabilities of local behaviors in abelian field extensions », Compositio Mathematica 146, no 1, 102-128, 2010, lien Math Reviews.
- « P-orderings: a metric viewpoint and the non-existence of simultaneous orderings », Journal of Number Theory, vol. 99, no 1,‎ 2003, p. 36–56 (DOI 10.1016/S0022-314X(02)00056-2, MR 1957243)